# Friedrich Holzweissig
Friedrich Wilhelm Holzweissig (* 27. Oktober 1846 in Delitzsch; † 30. März 1922 in Berlin-Wilmersdorf) war ein deutscher evangelischer Theologe, Klassischer Philologe und Gymnasiallehrer.

## Leben
Nach dem Abitur in Wittenberg studierte Holzweissig in Halle an der Saale Evangelische Theologie, Klassische Philologie und Philosophie. Ab 1869 arbeitete er neben seiner Promotion als Gymnasiallehrer in Stendal. 1871 wechselte er als Oberlehrer an das Realgymnasium in Bielefeld. Zwölf Jahre später nahm er die Stelle des Direktors am städtischen Victoria-Gymnasium in Burg bei Magdeburg an. Dieselbe Tätigkeit übte er von 1895 bis 1907 am Domgymnasium Magdeburg sowie von 1907 bis zu seiner Pensionierung am Königlichen Stifts-Gymnasium in Zeitz aus.
Holzweissig verfasste verschiedene Schul- und Übungsbücher für den altsprachlichen Unterricht sowie Leitfäden für den Religionsunterricht. Daneben überarbeitete er die erste Abteilung (Elementar-, Formen- und Wortlehre) von Raphael Kühners Ausführlicher Grammatik der lateinischen Sprache.

## Schriften
- Leitfaden zur Geschichte der christlichen Kirche, Delitzsch 1874
- Leitfaden zur Bibelkunde und Geschichte des Reiches Gottes im Alten und Neuen Bund. Delitzsch 1875
- Leitfaden zur evangelischen Glaubens- und Sittenlehre. Delitzsch 1875
- Wahrheit und Irrthum der localistischen Casustheorie. Ein Beitrag zur rationellen Behandlung der griechischen und lateinischen Casussyntax auf Grund der sicheren Ergebnisse der vergleichenden Sprachforschung. Leipzig 1877, archive.org
- Griechische Syntax in kurzer, übersichtlicher Fassung auf Grund der Ergebnisse der vergleichenden Sprachforschung. Leipzig 1878
  - 3. Auflage (1886) archive.org
- Lateinische Schulgrammatik in kurzer, übersichtlicher Fassung und mit besonderer Bezeichnung der Pensen für die einzelnen Classen der Gymnasien und Realgymnasien. Hannover 1885. Zahlreiche Neuauflagen
- Über den sociativ-instrumentalen Gebrauch des griechischen Dativ bei Homer. Burg 1885 (Schulprogramm) archive.org
- Kurze Geschichte des lateinischen Alphabets. Zeitz 1909
- Geschichte der christlichen Kirche: Hilfsbuch für den evangelischen Religionsunterricht in den oberen Klassen höherer Lehranstalten. 20. Auflage, Delitzsch 1921

### Herausgeberschaft
- Raphael Kühner: Ausführliche Grammatik der lateinischen Sprache. Erster Band: Elementar-, Formen- und Wortlehre. 2. Auflage. Hannover 1912, archive.org